# Света Параскева (Деспотис)
Вижте пояснителната страница за други значения на Света Параскева.
„Света Параскева“ (на гръцки: Αγίας Παρασκευής) е възрожденска православна църква в гревенското село Деспотис (Снихово), Егейска Македония, Гърция, част от Гревенската епархия на Вселенската патриаршия. В храма има ценни икони от XVIII век.
- Икони от храма
- „Свети Йоан Предтеча“, XVIII век
- „Свети Николай“, XVIII век
- „Христос Вседържтел“, XVIII век